# A Furrow Cut Short
A Furrow Cut Short (in ucraino Борозна обірвалася) è il decimo album del gruppo musicale black metal ucraino Drudkh, pubblicato nel 2015.

## Tracce
Tra parentesi è riportato il titolo in lingua inglese.
1. Прокляті сини I (Cursed Sons I) – 9:20
2. Прокляті сини II (Cursed Sons II) – 7:05
3. Епосі нескорених поетів (To the Epoch of Unbowed Poets) – 9:00
4. Тліючий попіл (Embers) – 6:27
5. Безчестя I (Dishonour I) – 9:11
6. Безчестя II (Dishonour II) – 9:22
7. Поки не засиплють чужою землею очі (Till Foreign Ground Shall Cover Eyes) – 8:25

## Formazione
- Roman Saenko - chitarra, basso
- Thurios - voce, tastiere
- Vlad - tastiere, batteria
- Krechet - basso, tastiere